# Balladen om Little Jo
Balladen om Little Jo, (engelska The Ballad of Little Jo), är ett amerikanskt western-drama från 1993 i regi av Maggie Greenwald med Suzy Amis i huvudrollen som Josephine "Little Jo" Monaghan. Filmen, som släpptes direkt på DVD i Sverige, hade svensk TV-premiär den 14 september 1999 och släpptes på video den 28 april 2010 och är baserad på den verkliga händelsen om Josephine Monaghans liv som levde under andra halvan i 1800-talets USA.

## Handling
Den rika societetsfamiljen Monaghan har varit och fotograferat sig och efter några dagar går den unga dottern Josephine tillbaka till fotografen för att hämta korten, men av en händelse hamnar hon i säng med fotografen och blir med barn. Eftersom Josephine inte är gift är det en stor skam och skandal för familjen, så efter att hon fött sitt barn blir hon utslängd ifrån sitt föräldrahem men lämnar kvar sin nyfödda son hos sin syster. Men ute i den råa och vilda västern märker snart Josephine att det inte är rätt plats för en ensam ung kvinna att överleva på, för medan hon hjälper en kringresande försäljare säljer han hennes tjänster som hora till några förbipasserande främlingar. Så för att överleva börjar hon att maskera sig och i fortsättningen låtsas vara en man.
När hon kommer till gruvlägret Ruby City möter hon Frank Badger, en man som inte alls gillar främlingar och som vill ge den nye killen Jo ett rejält kok stryk. Men Percy Corcoran ställer upp för främlingen och ger Jo ett jobb i sitt stall och lär Jo hur man överlever ute i den hårda världen. Men Percy visar sig även vara en riktig kvinnohatare som anser att kvinnorna ger mer problem än vad de är värda.
När vintern kommer tar Jo jobb som fårskötare under fyra vintermånader, där får hon leva helt ensam och utan att behöva vara orolig för nåt, men när hon återkommer till Ruby City efter vintern får hon av Percy reda på att det har kommit ett brev till henne. När hon senare får det av Percy märker hon att det är öppnat och frågar Percy om han läst det. Han medger att han har gjort det och försöker sedan att våldta Josephine. När hon hotar honom med pistolen ger han upp men ställer ett ultimatum: Betala så att jag kan flytta härifrån eller jag avslöjar att du är kvinna. Motvilligt går Josephine med på att betala för Percys flytt, men hon inser samtidigt hur svårt hon kommer att få det i fortsättningen att leva som man och inte bli avslöjad.

## Om filmen
Filmen är inspelad i Montana, USA.

## Rollista (urval)
- Suzy Amis - Josephine "Little Jo" Monaghan
- Bo Hopkins - Frank Badger
- Ian McKellen - Percy Corcoran
- David Chung - Wong
- Heather Graham - Mary Addie
- René Auberjonois - Streight Hollander
- Carrie Snodgress - Ruth Badger
- Anthony Heald - Henry Grey
- Melissa Leo - Mrs. Grey
- Sam Robards - Jasper Hill
- Olinda Turturro - Elvira